# Edrada (Villarino de Conso)
Edrada (llamada oficialmente Hedrada) es una aldea situada en la parroquia de San Mamed, del municipio español de Villarino de Conso, en la provincia de Orense, Galicia.

## Demografía
| Gráfica de evolución demográfica de Edrada entre 2000 y 2023 |
|                                                              |
| Datos según el nomenclátor publicado por el INE.             |